# Barbara Klemm

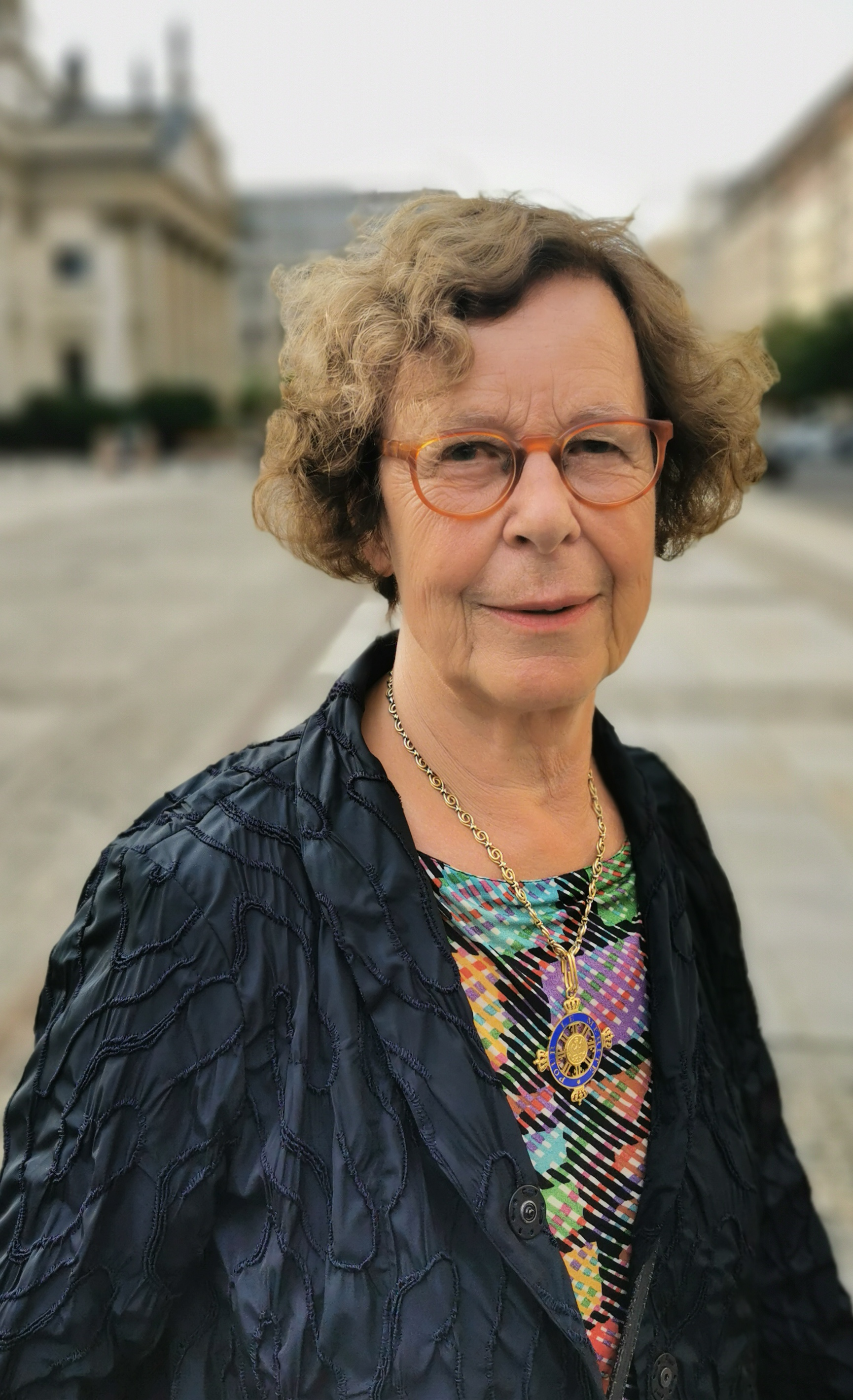
Barbara Klemm (2022)

Barbara Klemm (* 27. Dezember 1939 in Münster, Westfalen) ist eine deutsche Fotografin und Pressefotografin.

## Leben
Barbara Klemm wuchs in der Karlsruher Dammerstock-Siedlung auf. Ihr Vater Fritz Klemm lehrte als Professor an der Karlsruher Kunstakademie, ihre Mutter, Antonia Gräfin von Westphalen, war ebenfalls Künstlerin. Fritz Klemm, der über eine Dunkelkammer verfügte, machte seine Tochter mit den fotografischen Techniken vertraut. Nach Besuch des Realgymnasiums absolvierte sie von 1955 bis 1958 im Karlsruher Porträtatelier bei Julie Bauer eine Fotografenlehre, die sie mit der Gesellenprüfung abschloss.
1959 zog sie nach Frankfurt am Main und arbeitete in der Klischeeherstellung und im Fotolabor der Frankfurter Allgemeinen Zeitung. Durch den Fotografen Wolfgang Haut (1927–2001) wurde sie zu freiem Arbeiten und zur journalistischen Fotografie angeregt. Sie wurde zunächst freie Mitarbeiterin, ab 1970 bis zu ihrer Pensionierung 2005 Redaktionsfotografin der FAZ. Daneben erschienen ihre Fotografien in zahlreichen Büchern, Wochenzeitungen und Magazinen.
Ihre Schwerpunkte liegen auf Motiven aus der Politik und des Feuilletons, ihre durchweg schwarz-weiß fotografierten Bilder decken ein weites Spektrum der Pressefotografie ab. Ihre Porträts, Landschaften und die kulturellen Eindrücke ihrer Reisen sind die hervorragenden Themen in ihrem Œuvre. Barbara Klemm wird bei der Kritik als Fotografin herausgestellt, die durch einen ausgewogenen, oft subtil gewählten Bildausschnitt auffällt. Ihre Fotos gehen weit über die kurzlebige, das bloße Tagesgeschehen illustrierende „gewöhnliche“ Pressefotografie hinaus. Einige ihrer Aufnahmen, wie jene von Willy Brandt und Leonid Breschnew oder Brandt und Helmut Schmidt, zählen als Bildikonen inzwischen zum „fotografischen Gedächtnis“ der Gesellschaft.
Barbara Klemm ist Mitglied der Berliner Akademie der Künste und Honorarprofessorin an der Fachhochschule Darmstadt. Seit 2010 ist sie Mitglied im Kuratorium des Kulturfonds Frankfurt RheinMain. Sie lebt und arbeitet in Frankfurt am Main.

## Werk

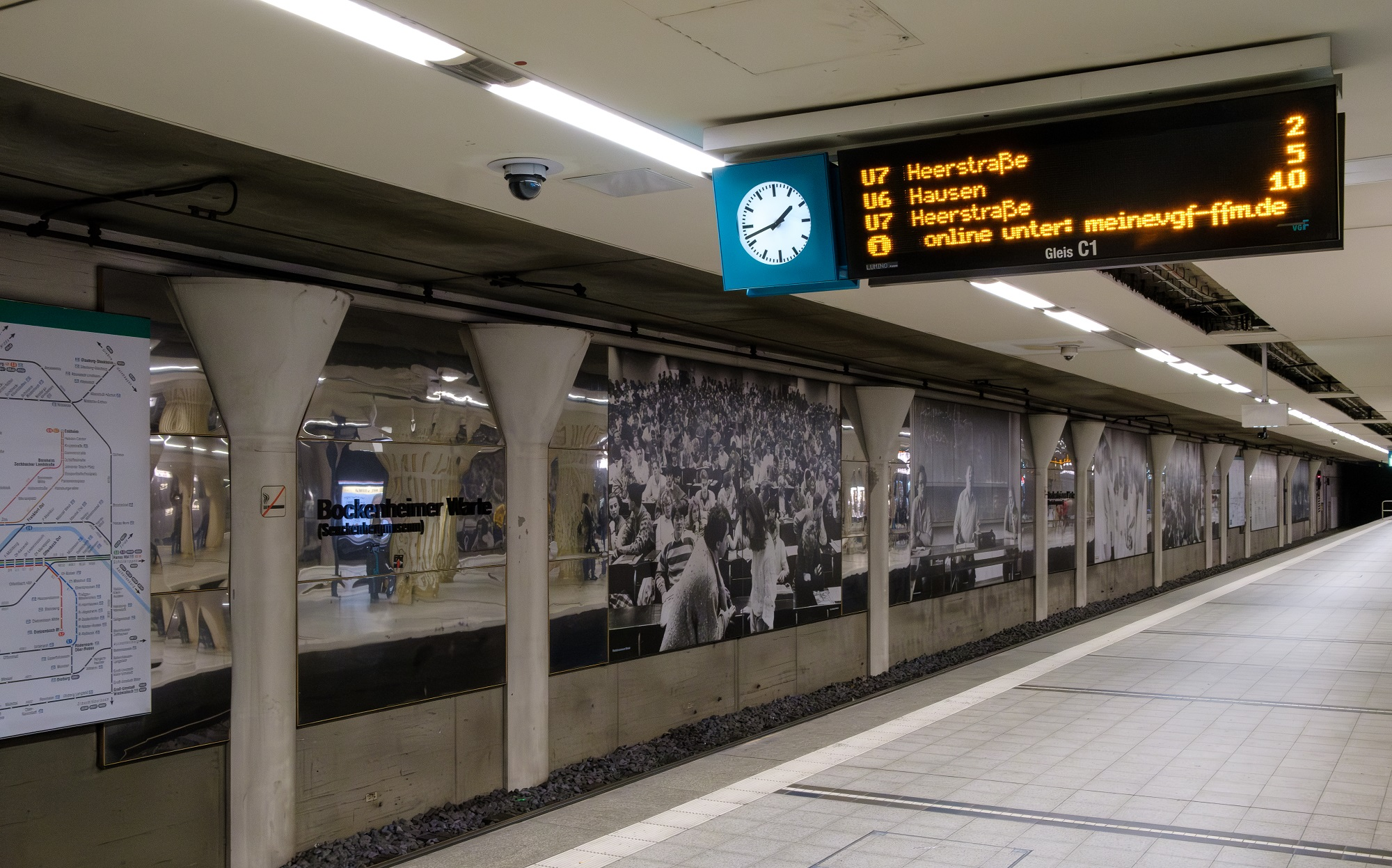
U-Bahnhof Bockenheimer Warte in Frankfurt am Main mit Fotos von Barbara Klemm

Das Werk von Barbara Klemm ist hauptsächlich in drei Themenbereiche aufgeteilt: Deutschland (Landschaft, Politik, historische Ereignisse), die Welt (Reisen, Reportagen) und die Kunst (Porträts von Künstlerpersönlichkeiten). Diese drei Bildergruppen werden von ihr verbunden durch das systematische Verfehlen des vermeintlich Repräsentativen; sie hält einen Augenblick vor oder nach dem offiziellen oder symbolischen Akt die jeweilige Szene fest, um das Zufällige oder Individuelle hervorzukehren. Mit diesem Prinzip des knapp verfehlten Augenblicks wirft sie einen persönlichen Blick auf das Ereignis.
Klemm hat bei ihren Fotos einen Hang zum Malerischen. Sie arrangiert und verdichtet Szenen, schafft ein Tableau, mit dem sich die einzelnen Figuren und Gegenstände aufeinander beziehen und zusammen ein Gemälde bilden. Indem sie mit den Fotos nicht nur den Gegenstand festhält, sondern sich in den Gegenstand vertieft, transzendiert sie den bloßen Gegenstand und setzt das Bild an die Stelle des tatsächlichen Ereignisses. Dadurch wirken viele Fotografien von Barbara Klemm eindrücklicher als das historische Ereignis, das sie abbilden.
Barbara Klemm erhielt am 4. Oktober 2021 in Essen den mit 10.000 Euro dotierten Internationalen Folkwang-Preis.

## Zitat
„Ihre Königsdisziplin […] ist das Porträt. Sie hat die Großen und die noch viel Größeren porträtiert, aber nie sieht man bei ihr Giganten, sondern immer nur Sonderlinge an ihren Arbeitsplätzen, kauzige oder quirlige Wesen in den verschiedenen Stadien der Selbstbehauptung. […] Einsamkeit wird bei ihr sichtbar als eine Funktion des Ambientes. Die Interieurs erzählen ihre ganz eigene Geschichte, hinterm Rücken des Abgebildeten.“

## Ausstellungen

### Einzelausstellungen (Auswahl)
- 1978: Reportagen, Frankfurter Kunstverein, Frankfurt am Main
- 1982: Fotografien von Barbara Klemm, Museum Folkwang, Essen
- 1991: Fotografien aus Deutschland und Osteuropa 1970–1990, Museum für Moderne Kunst, Frankfurt am Main
- 1999: Unsere Jahre. Bilder aus Deutschland 1968–1998, Deutsches Historisches Museum, Berlin  (auch Stadtmuseum Münster; Schirn-Kunsthalle Frankfurt am Main und  Lindenau-Museum, Altenburg)
- 2001: Fotografien aus Deutschland 1968–1998, Westfälisches Landesmuseum, Münster
- 2002: Künstlerporträts, u. a. Landesmuseum Oldenburg
- 2004: Künstlerporträts, C/O Berlin
- 2005: Barbara Klemm – Künstlerporträts 1968–2004, Deichtorhallen,[6] Hamburg; SK Stiftung Kultur, Köln; MARTa Herford; Das Städel, Frankfurt am Main.
- 2009: Barbara Klemm – Mauerfall 1989. Museum Wiesbaden, Wiesbaden.
- 2009: Straßen Bilder, Zollamt des Museum für Moderne Kunst (MMK), Frankfurt am Main[7]
- Seit 2009: Barbara Klemm. Helldunkel. Fotografien aus Deutschland, weltweite Tourneeausstellung des Instituts für Auslandsbeziehungen,[8] Premiere in Warschau, (Kuratorin Ursula Zeller und Kurator Matthias Flügge)
- 2010: Retrospektive. Fotografien 1968–2008, Städtische Galerie Karlsruhe
- 2013/2014: Barbara Klemm. Fotografien 1968–2013, Martin-Gropius-Bau Berlin.
- 2014: Reisenotizen – Barbara Klemm, Fotografien. Johann Wolfgang Goethe, Zeichnungen, Altana Kulturstiftung, Sinclair-Haus, Bad Homburg.[9]
- 2017: Picknick-Zeit, Museum Angewandte Kunst Frankfurt am Main (Kuratorin Charlotte Trümpler)
- 2019/2020: OSTEN – Bilder aus Osteuropa und der DDR, Leonhardi-Museum Dresden
- 2020: Barbara Klemm. Fotografien 1967–2019, Stadtmuseum Tübingen
- 2020: Hölderlins Orte, Wanderausstellung der Universitätsstadt Tübingen zum Jubiläumsjahr 2020[10]
- 2021: Barbara Klemm: Zeiten Bilder, Stadthaus Ulm
- 2021: Barbara Klemm. Fotografien 1967–2019, Stadtmuseum Erlangen
- 2023: Barbara Klemm. Schwarz-Weiß ist Farbe genug – Fotografien 1967 bis 2019, Ludwiggalerie Schloss Oberhausen
- 2023/2024: Frankfurt Bilder, Historisches Museum Frankfurt[11]

### Gruppenausstellungen (Auswahl)
- 1978: Bilder aus Deutschland, Wanderausstellung in der UdSSR
- 1982: Bilder aus der Bundesrepublik, Galerie Spektrum, Hannover
- 1987: Bilder des Nachbarn, Institut français, Paris
- 1988: Zehn Deutsche Fotografinnen, Goethe-Institut, Brasilien; USA
- 1989: Joseph Koudelka, Graciela Irtubide, Barbara Klemm, Städtisches Museum Schloss Morsbroich, Leverkusen
- 1992: Ingrid Behm, Mara Eggert, Barbara Klemm, Galerie Teufel, Mahlberg
- 1993: Studentenbewegung 1968 – Abisag Tüllmann, Barbara Klemm, Römerhallen, Frankfurt am Main
- 1997: Chimaera – Aktuelle Photokunst aus Mitteleuropa, Staatliche Galerie Moritzburg, Halle; Landeskunstmuseum Sachsen-Anhalt
- 1999: Wohin kein Auge reicht, Deichtorhallen, Hamburg
- 2001: Urban Views, Galerie Ute Parduhn, Düsseldorf
- 2002: Sammlung Schupmann. Fotografie in Deutschland nach 1945, Stadtmuseum Münster
- 2004: Das XX. Jahrhundert – Fotografien zur Deutschen Geschichte 1880 bis 1989, Deutsches Historisches Museum, Berlin
- 2005: (my private) HEROES, MARTa Herford
- 2005: Erich Salomon – Barbara Klemm, SK Stiftung Kultur, Köln
- 2005: Wahlverwandtschaften, Städelsches Kunstinstitut, Frankfurt
- 2006: totalstadt. beijing case, ZKM Zentrum für Kunst und Medientechnologie, Karlsruhe Porträt und Menschenbild, SK Stiftung Kultur, Köln
- 2006: Leben. Sehen, Käthe-Kollwitz-Museum, Köln; sowie 2007: Kunstsammlungen Zwickau
- 2006: The Heartbeat of Fashion, Deichtorhallen, Hamburg
- 2007: Barbara Klemm – Fritz Klemm, Staatliche Kunstsammlungen Dresden
- 2007: Bare Life, Museum on the Seam, Jerusalem
- 2007: Porträt der Straße, Kunsthaus Kaufbeuren
- seit 2007: Zeitsprung – Erich Salomon, Barbara Klemm, weltweite Tourneeausstellung des Instituts für Auslandsbeziehungen; Premiere in der Guardini Galerie, Berlin; Tourneeende frühestens 2020.[12]
- 2008: Von Kunst und Politik: Fotografien, Kunst-Raum des Deutschen Bundestags, Berlin
- 2008: Angelandet. Die Sammlung im neuen Haus, Kunstmuseum Dieselkraftwerk Cottbus
- 2011: Spannungsbogen. Figur und Raum. Aus der Sammlung, Kunstmuseum Dieselkraftwerk Cottbus
- 2013: Aufbrüche – Bilder aus Deutschland, Fotografien aus der Sammlung Fricke, Suermondt-Ludwig-Museum, Aachen
- 2014: Barbara Klemm / Stefan Moses, Museum Küppersmühle für Moderne Kunst, Duisburg[13]
- 2022: So gesehen. Barbara Klemm · Christoph Brech, Diözesanmuseum Paderborn

## Auszeichnungen
- 1989: Dr.-Erich-Salomon-Preis
- 1989: Hugo-Erfurth-Auszeichnung

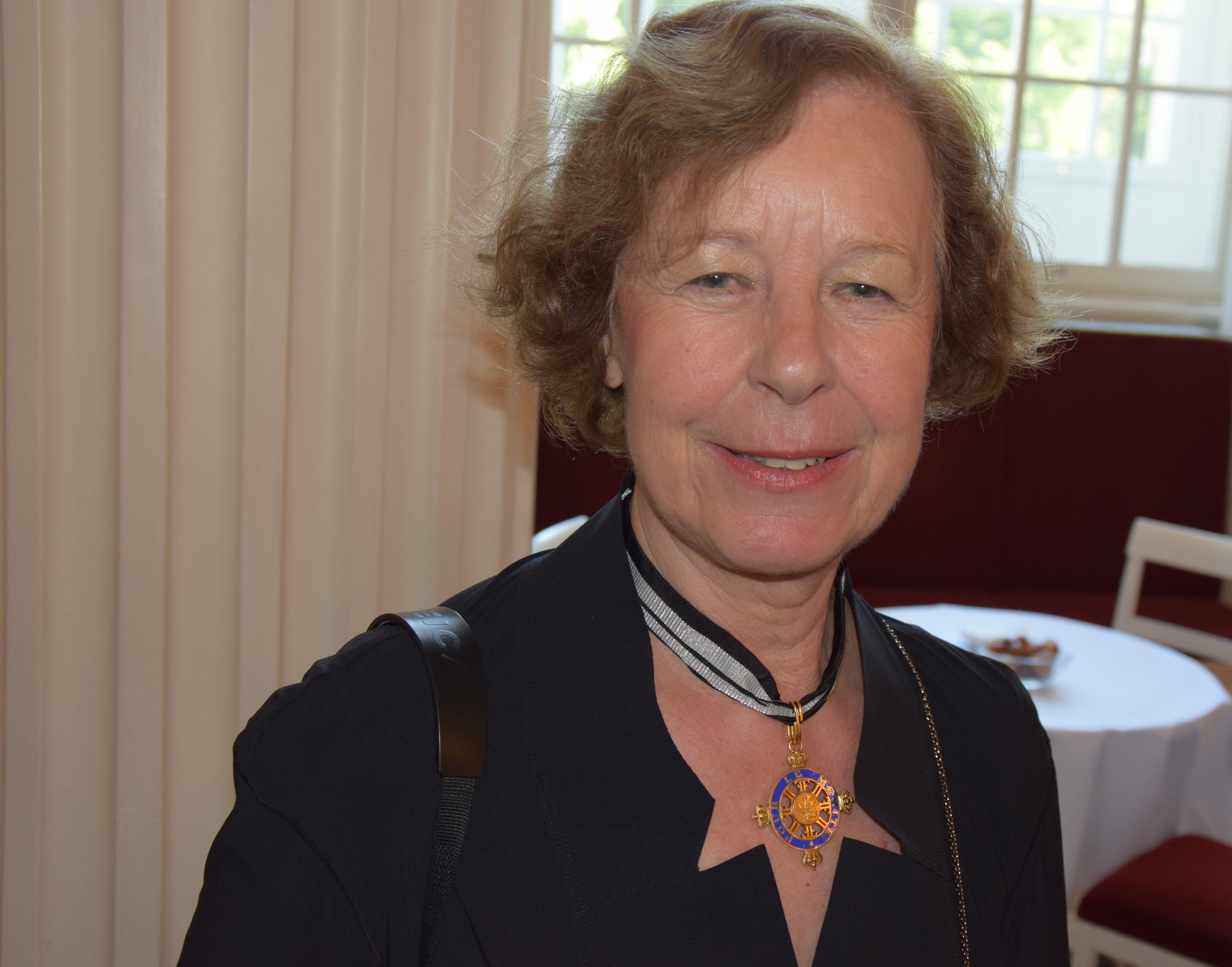
Barbara Klemm mit dem Orden Pour le Mérite (2014)

- 1992: Mitglied der Akademie der Künste, Berlin[14]
- 1998: Maria-Sibylla-Merian-Preis für bildende Künstlerinnen in Hessen
- 2000: Hessischer Kulturpreis
- 2000: Konrad-von-Soest-Preis des Landschaftsverbandes Westfalen-Lippe
- 2010: Max-Beckmann-Preis der Stadt Frankfurt am Main
- 2010: Orden Pour le Mérite für Wissenschaften und Künste[15]
- 2012: Leica Hall of Fame Award[16]
- 2013: Praxisstipendiatin in der Deutschen Akademie Rom Villa Massimo[17]
- 2021: Internationaler Folkwang-Preis[18]
- 2021: Fritz-Schwegler-Preis für "für ihr künstlerisches Schaffen"[19]
- 2023: Kunstpreis für Fotografie des KuK (Aachen/Monschau)[20]

## Werke
- Sabine Gerbaulet: Grundschule, Kinderschule (Fotos), Kronberg im Taunus 1977.
- Barbara Klemm: 13. September – 9. November 1985, Berlin 1985 (Fotografien 1968–1985, Ausstellungskatalog)
- Bilder, Frankfurt am Main 1986.
- Bilder von Gehenden, Sitzenden, Wartenden, die Reportagefotografie, Frankfurt am Main 1991 (mit Barbara Catoir)
- Günter de Bruyn: Mein Brandenburg (Fotos), Frankfurt am Main 1993.
- Walter Haubrich, Eva Karnofsky: Städte Lateinamerikas (Fotos), Frankfurt am Main/Leipzig 1994.
- Blick nach Osten, 1970–1995, Frankfurt am Main 1995.
- Thomas Steinfeld (Fotos): Weimar, Stuttgart 1998.
- Unsere Jahre. Bilder aus Deutschland 1968–1998, Berlin 1999 (Ausstellungskatalog).
- Künstlerporträts, (mit Wilfried Wiegand) erschienen 2004 im Nicolai Verlag, Berlin.
- Zeitsprung. Erich Salomon. Barbara Klemm, (Ausstellungskatalog), Institut für Auslandsbeziehungen e. V. (ifa), Stuttgart 2007.
- Erinnerungstraining (Fotos zu Aufzeichnungen von Hans Dieter Schäfer), erschienen 2009 im Verlag Thomas Reche, Neumarkt in limitierter, signierter Auflage von 400 Exemplaren, ISBN 978-3-907142-48-6.
- Straßen Bilder (mit Einleitungen von Barbara Catoir und Hans Magnus Enzensberger), limitierte Auflage des Nimbus Verlags, Wadenswil, Kanton Zürich, Schweiz ISBN 978-3-907142-48-6. Gleichzeitig auch eine Ausgabe der FAZ (Frankfurter Allgemeine Zeitung) in limitierter Auflage von 100 Exemplaren.
- Barbara Klemm. Helldunkel. Fotografien aus Deutschland, (Ausstellungskatalog), Institut für Auslandsbeziehungen e. V. (ifa), Stuttgart 2009.
- Abiku, (Fotos von Barbara Klemm und Robert Lebeck zu Gedichten von Wole Soyinka), Verlag Thomas Reche, Neumarkt 2012, ISBN 978-3-929566-89-5.
- Fotoband Andreas Rossmann Text, Vorwort Karl Ganser: Der Rauch verbindet die Städte nicht mehr. Ruhrgebiet. König, Köln 2012, ISBN 978-3-86335-179-3.
- Fotografien 1968–2013 (mit Beiträgen von Hans-Michael Koetzle und Durs Grünbein), Nimbus Verlag, Wädenswil 2013, ISBN 978-3-907142-93-6.
- mit Andreas Rossmann: Mit dem Rücken zum Meer. Aus einem sizilianischen Tagebuch. König, Köln 2017, ISBN 978-3-03850-031-5.
- Zeiten Bilder. Vorwort Norbert Lammert, Nachwort Barbara Catoir, Schirmer/Mosel Verlag, München 2019, ISBN 978-3-8296-0877-0.
- Frankfurt Bilder (hg. Jan Gerchow), Steidl, Göttingen 2023, ISBN 978-3-96999-270-8.